# La Tour-Blanche-Cercles
La Tour-Blanche-Cercles – gmina we Francji, w regionie Nowa Akwitania, w departamencie Dordogne. W 2013 roku liczba ludności wynosiła 625 mieszkańców. 
Gmina została utworzona 1 stycznia 2017 roku z połączenia dwóch ówczesnych gmin: La Tour-Blanche oraz Cercles. Siedzibą gminy została miejscowość La Tour-Blanche.